# Гастон (лунный кратер)
Кратер Гастон (лат. Gaston)— маленький ударный кратер в западной части Моря Дождей на видимой стороне Луны. Название дано по французскому мужскому имени и утверждено Международным астрономическим союзом в 1979 г. 

## Описание кратера
Ближайшими соседями кратера являются маленькие кратеры Борис и Линда на юго-востоке и небольшой кратер Делиль на юго-западе. На востоке от кратера находится уступ Бориса и борозда Делиля; на юго-востоке — борозда Диофанта. Селенографические координаты центра кратера 30°53′ с. ш. 33°58′ з. д. / 30,88° с. ш. 33,96° з. д., диаметр 2,0 км, глубина 0,36 км.
Кратер представляет собой понижение местности неправильной формы.

## Сателлитные кратеры
Отсутствуют.